# Edwardiella mirabilis
Edwardiella mirabilis — вид грибів, що належить до монотипового роду  Edwardiella.